# World Series FINA de plongeon 2015
Navigation
Édition 2014 Édition 2016
Les World Series FINA de plongeon 2015 sont la 9e édition des World Series FINA de plongeon, compétition organisée par la Fédération internationale de natation. Ils se disputent de mars à mai 2015 et comportent six étapes.

## Les étapes
| Date           | Lieu    |
| -------------- | ------- |
| 13 au 15 mars  | Pékin   |
| 19 au 21 mars  | Dubaï   |
| 24 au 26 avril | Kazan   |
| 1er au 3 mai   | Londres |
| 22 au 24 mai   | Windsor |
| 29 au 31 mai   | Merida  |

## Vainqueurs par épreuve
| Étapes  | Hommes       | Hommes       | Hommes                 | Hommes                   |             | Femmes           | Femmes                      | Femmes                       | Femmes                  |                            | Mixte | Mixte |
| Étapes  | Tremplin 3m  | Haut vol 10m | Synchro 3m             | Synchro 10m              | Tremplin 3m | Haut vol 10m     | Synchro 3m                  | Synchro 10m                  | Synchro 3m              | Synchro 10m                |       |       |
| Pékin   | He Chong     | Yang Jian    | Chine Cao Yuan Qin Kai | Chine Chen Aisen Lin Yue | Shi Tingmao | Liu Huixia       | Chine Shi Tingmao Wu Minxia | Chine Chen Ruolin Liu Huixia | Chine Chen Aisen He Zi  | Chine Lian Jie Tai Xiaohu  |       |       |
| Dubaï   | Jack Laugher | Bo Qiu       | Chine Cao Yuan Qin Kai | Chine Chen Aisen Lin Yue | Shi Tingmao | Ruolin Chen      | Chine Shi Tingmao Wu Minxia | Chine Chen Ruolin Liu Huixia | Chine Chen Aisen He Zi  | Chine Lian Jie Tai Xiaohu  |       |       |
| Kazan   | Jack Laugher | Bo Qiu       | Chine Cao Yuan Qin Kai | Chine Chen Aisen Lin Yue | Shi Tingmao | Meaghan Benfeito | Chine Shi Tingmao Wu Minxia | Chine Chen Ruolin Liu Huixia | Chine Han Wang Hao Yang | Chine Junjie Lian Yajie Si |       |       |
| Londres |              |              |                        |                          |             |                  |                             |                              |                         |                            |       |       |
| Windsor | Cao Yuan     | Chen Aisen   | Chine Cao Yuan Qin Kai | Chine Chen Aisen Lin Yue |             |                  |                             |                              |                         |                            |       |       |
| Merida  |              |              |                        |                          |             |                  |                             |                              |                         |                            |       |       |